# Kitież (czasopismo)
Kitież (ros. Китеж) – jedno z trzech rosyjskojęzycznych czasopism propagujących Kościół katolicki obrządku bizantyjsko-słowiańskiego, wydawane w latach 1927–1931 w Warszawie.